# Argentinië op de Olympische Winterspelen 1998
Tijdens de Olympische Winterspelen van 1998 die in Nagano werden gehouden nam Argentinië deel met twee sporters. Er werden geen medailles veroverd, de 19e plaats van Carola Calello op het onderdeel combinatieskiën was de beste prestatie van de Argentijnse atleten tijdens deze Winterspelen.

## Deelnemers en resultaten
(m) = mannen, (v) = vrouwen 

### Alpineskiën
| Olympiër           | Discipline       | Resultaat | Prestatie                                                                            |
| ------------------ | ---------------- | --------- | ------------------------------------------------------------------------------------ |
| Carola Calello (2) | afdaling (v)     | 34e       | 1.36,71 (+6,82)                                                                      |
| Carola Calello (2) | super g (v)      | 41e       | 1.25,08 (+7,06)                                                                      |
| Carola Calello (2) | reuzenslalom (v) | DNF-1     | run 1: opgave                                                                        |
| Carola Calello (2) | slalom (v)       | 25e       | run 1: 50,52 run 2: 51,04 totaal: 1.41,56 (+9,16)                                    |
| Carola Calello (2) | combinatie (v)   | 19e       | afdaling: 1.35,09 slalom: 1.18,68 run 1: 39,98 run 2: 38,70 totaal: 2.53,77 (+13,03) |

### Snowboarden
| Olympiër      | Discipline       | Resultaat | Prestatie                                              |
| ------------- | ---------------- | --------- | ------------------------------------------------------ |
| Mariano López | reuzenslalom (m) | 21e       | run 1: 1.12,20 run 2: 1.19,11 totaal: 2.31,31 (+27,35) |

Amerikaanse Maagdeneilanden · Andorra · Argentinië · Armenië · Australië · Azerbeidzjan · België · Bermuda · Bosnië en Herzegovina · Brazilië · Bulgarije · Canada · Chili · China · Chinees Taipei · Cyprus · Denemarken · Duitsland · Estland · Finland · Frankrijk · Georgië · Griekenland · Groot-Brittannië · Hongarije · Ierland · IJsland · India · Iran · Israël · Italië · Jamaica · Japan · Joegoslavië · Kazachstan · Kenia · Kirgizië · Kroatië · Letland · Liechtenstein · Litouwen · Luxemburg · Macedonië · Moldavië · Monaco · Mongolië · Nederland · Nieuw-Zeeland · Noord-Korea · Noorwegen · Oekraïne · Oezbekistan · Oostenrijk · Polen · Portugal · Puerto Rico · Roemenië · Rusland · Slovenië · Slowakije · Spanje · Trinidad en Tobago · Tsjechië · Turkije · Uruguay · Venezuela · Verenigde Staten · Wit-Rusland · Zuid-Afrika · Zuid-Korea · Zweden · Zwitserland